# 奈良県立奈良西養護学校
奈良県立奈良西養護学校（ならけんりつならにしようごがっこう）は、奈良県奈良市帝塚山西二丁目にある県立特別支援学校。2008年4月1日開校。

## 概要
既存の廃校となった奈良県立富雄高等学校旧校舎をそのまま流用することによって新築の約1/3の事業費で建設費用を抑える形での新設となった。校舎には障害児に配慮してのエレベーター設置等によるバリアフリー化の他、プール・プレイルーム・音楽室の新設・改修を実施し機能充実している。
旧富雄高校校舎の改修が遅れ、2008年度の1学期中は奈良県立奈良東養護学校を間借りしていたが、2学期（9月1日）より新校舎での授業を開始し現在に至る。

## 学区
生駒市・奈良市の西部（伏見・富雄・登美ヶ丘・平城西・二名・富雄南・平城・登美ヶ丘北・平城東）の各市立中学校の通学区域を学区としている。